# Ганжа Олександр Якович
Ганжа Олександр Якович (рос. Ганжа, Александр Яковлевич; 2 грудня 1921, Охтирка — 30 жовтня 2002, Смоленськ) — генерал-майор Радянської армії, учасник Великої Вітчизняної війни.

## Біографія
Ганжа Олександр Якович народився 2 грудня 1921 року в місті Охтирка, Сумської області.
У 1940 році закінчив Охтирську середню школу і був призваний до Збройних Сил СРСР. У 1941 році закінчив прискорений курс Чкаловського (Оренбурзького) військового училища зенітної артилерії.. Командуючи взводом, зенітною батареєю, брав участь в обороні Москви. У 1943 році був призначений заступником командира дивізіону 784-го зенітного артилерійського полку Московського фронту ППО, потім командував дивізіоном 36-ї зенітної бригади Східного фронту ППО.
У 1945-1950 роках навчався в Артилерійській академії, після закінчення якої його направили в Дніпропетровське зенітне артилерійське училище на посаду командира дивізіону курсантів, де перебував до 1952 року. Потім два роки виконував таку ж посаду в Томському зенітному артилерійському училищі. У 1954-1956 роках – заступник командувача артилерією 18-го гвардійського стрілецького корпусу.
Довгі роки офіцерської служби О. Я. Ганжи були присвячені військово-педагогічній роботі. У 1956-1958 роках він був заступником начальника Томського зенітного артилерійського училища, в 1958-1970 роках – Полтавського зенітного артилерійського училища, а з 1970 по 1983 рік був начальником Смоленського вищого зенітного артилерійського командного училища.
У 1983 році звільнений зі Збройних Сил за віком. Жив у Смоленську.
Помер 30 жовтня 2002 року. Похований на Братському кладовищі в Смоленську.

## Нагороди
- Орден Вітчизняної війни
- Орден Червоної Зірки
- Орден Червоної Зірки
- Орден «За службу Батьківщині у Збройних Силах СРСР»
- Медаль Жукова
- Медаль «За бойові заслуги» (СРСР)
- Медаль «За оборону Москви»
- Медаль «За перемогу над Німеччиною у Великій Вітчизняній війні 1941—1945 рр.»
- Медаль «Ветеран Збройних сил СРСР»
- Медаль «За освоєння цілинних земель»
- Медаль «За бездоганну службу» (СРСР)[1]